# Селекционный сельсовет (Курская область)
Селекцио́нный сельсовет — муниципальное образование со статусом сельского поселения в Льговском районе Курской области Российской Федерации.
Административный центр — посёлок Селекционный.

## История
Статус и границы сельсовета установлены Законом Курской области от 21 октября 2004 года № 48-ЗКО «О муниципальных образованиях Курской области».

## Население
| 2002  | 2010  | 2012  | 2013  | 2014  | 2015  | 2016  |
| ----- | ----- | ----- | ----- | ----- | ----- | ----- |
| 1491  | ↗2325 | ↘2220 | ↘2163 | ↘2113 | ↘2060 | ↘1978 |
| 2017  | 2018  | 2019  | 2020  | 2021  |       |       |
| ↘1933 | ↘1892 | ↘1851 | ↘1803 | ↗2007 |       |       |

## Состав сельского поселения
| № | Населённый пункт | Тип населённого пункта          | Население |
| - | ---------------- | ------------------------------- | --------- |
| 1 | Артаково         | посёлок при станции             | ↘21       |
| 2 | Викторовка       | посёлок                         | ↘10       |
| 3 | Глиница          | село                            | ↘67       |
| 4 | Кочановка        | деревня                         | ↘79       |
| 5 | Новый Мир        | село                            | ↘70       |
| 6 | Селекционный     | посёлок, административный центр | ↘961      |
| 7 | Фитиж            | село                            | ↘457      |
| 8 | Шерекино         | деревня                         | ↘660      |